# Qais Al Khonji

Qais Al Khonji (2014)

Qais Al Khonji (arabisch قيس الخنجي Qais al-Chundschi, DMG Qais al-Ḫunǧī) ist ein omanischer Geschäftsmann.
Er ist der Gründer von Qais United Enterprises Trading and Genesis International. Er dient als Vorstandsmitglied für viele omanische Unternehmen und ist bekannt für seine Unterstützung omanischer Bürger, die Hürden einer Geschäftsgründung als Kleinunternehmer im Lande zu überwinden. Weiters wurde er von seiner Regierung als Vertreter der „Organisation der Unternehmen“ auserwählt, um sein Land in einem Treffen mit dem ehemaligen indischen Präsidenten A.P.J. Abdul Kalam bezüglich der Indisch-Omanischen Geschäftsbeziehungen zu vertreten. Er ist ebenfalls der Mitinhaber und Geschäftsführer von Genesis International, einem medizinischen Ausbildungsunternehmen in Oman.